# Зилвоки (Мичиген)
Зилвоки (енгл. Zilwaukee) град је у америчкој савезној држави Мичиген. По попису становништва из 2010. у њему је живело 1.658 становника.

## Демографија
Према попису становништва из 2010. у граду је живело 1.658 становника, што је 141 (7,8%) становника мање него 2000. године.
| Група             | 2000.         | 2010.         |
| Белци             | 1.632 (90,7%) | 1.443 (87,0%) |
| Афроамериканци    | 32 (1,8%)     | 62 (3,7%)     |
| Азијати           | 9 (0,5%)      | 5 (0,3%)      |
| Хиспаноамериканци | 112 (6,2%)    | 127 (7,7%)    |
| Укупно            | 1.799         | 1.658         |